# 미쓰이 골든 글러브상
미쓰이 골든 글러브상(일본어: 三井ゴールデングラブ賞)은 일본 프로 야구의 상이자 선수에게 수여하는 상의 하나이다. 시즌 내내 각 포지션에서 탁월한 수비력을 지닌 선수에게 베스트 나인과 동일한 선출 방식에 의해서 주어지는 것으로 프로 야구를 취재하는 기자들에 의한 투표를 실시하여 가장 많은 득표 수를 얻은 사람이 수상자가 된다. 센트럴·퍼시픽 각 연맹의 공식 시상에 준하며 특별상으로서의 위치를 부여하고 있다.

## 개요
미쓰이 홍보 위원회가 제공하고 있으며 1972년에 다이아몬드 글러브상(ダイヤモンドグラブ賞)이라는 이름으로 제정된 이래 1986년부터 현재의 명칭으로 자리잡았는데 정식 명칭은 미쓰이 골든 글러브상(三井ゴールデングラブ賞)이다.
자격 대상자
- 투수: 규정 투구 이닝 이상의 투구 또는 팀 경기 수 1/3 이상으로 등판
- 포수: 팀 경기 수 1/2 이상으로 출전
- 내야수: 팀 경기 수 1/2 이상으로 하나의 포지션으로서 수비에 임해야 함
- 외야수: 팀 경기 수 1/2 이상으로 출전

투표 요건
- 일본 내 보도 기관(신문, 통신사, 방송국)의 프로 야구 기자로서 취재 경력이 5년 이상되는 사람

센트럴·퍼시픽 양대 리그에서 포지션 마다 원칙적으로 각 1명씩, 총 9명을 선정한다(외야수인 경우에는 좌익수, 중견수, 우익수를 동일한 포지션으로 간주해서 3명을 선정한다). 동일 포지션을 가진 선수의 득표 수가 동률일 경우에는 공동 수상이 되므로 10명 이상이 선정되는 경우가 있다. 어느 포지션의 ‘수상자 없음’의 득표 수가 과반수에 달했을 경우 그 포지션에서 수상자의 선출은 보류된다. 다만 매우 드문 사례로 2010년 센트럴 리그 1루수에 대해 ‘수상자 없음’의 득표가 과반수에 달하면서 골든 글러브상이 제정된 이후 처음으로 ‘수상자 없음’이라는 결과가 나왔다(자세한 내용은 관련 항목 참조).
수상자에게는 실제로 사용할 수 있는 금색의 글러브(포수는 캐처 미트)와 야구공이 대좌에 장식된 트로피가 수여된다. 이 글러브는 수상자가 사용하는 것을 모델로 해서 금색 가죽을 입힌 것이다.
베스트 나인이나 이전의 사와무라 에이지상과 마찬가지로 수상자에게는 실제 성적에 미치지 못한 선수가 선정되는 경우가 있어 비판이 일어날 수 있다(관련 항목 참조). 전직 프로 야구 선수인 우에하라 고지는 기자는 담당하고 있는 팀의 취재가 중심이 되기 때문에 다른 팀이 볼 일이 적다는 점을 지적하여 기자단 투표가 아닌 선수간 투표로 해 주었으면 좋겠다는 취지의 발언한 바 있다.
2010년대 이후에는 일본에서도 UZR 등 세이버메트릭스에 의한 수비력 산출이 이루어지면서 기자단에 의한 투표를 비롯한 상의 선정 자체에 대해서 비판도 제기되고 있다.

## 역대 수상자

### 투수
| 연도   | 센트럴 리그       | 센트럴 리그              | 퍼시픽 리그       | 퍼시픽 리그                |
| 연도   | 성명              | 소속                     | 성명              | 소속                       |
| ------ | ----------------- | ------------------------ | ----------------- | -------------------------- |
| 1972년 | 호리우치 쓰네오   | 요미우리 자이언츠        | 아다치 미쓰히로   | 한큐 브레이브스            |
| 1973년 | 호리우치 쓰네오   | 요미우리 자이언츠        | 나리타 후미오     | 롯데 오리온스              |
| 1974년 | 호리우치 쓰네오   | 요미우리 자이언츠        | 아다치 미쓰히로   | 한큐 브레이브스            |
| 1975년 | 호리우치 쓰네오   | 요미우리 자이언츠        | 아다치 미쓰히로   | 한큐 브레이브스            |
| 1976년 | 호리우치 쓰네오   | 요미우리 자이언츠        | 아다치 미쓰히로   | 한큐 브레이브스            |
| 1977년 | 호리우치 쓰네오   | 요미우리 자이언츠        | 야마다 히사시     | 한큐 브레이브스            |
| 1978년 | 호리우치 쓰네오   | 요미우리 자이언츠        | 야마다 히사시     | 한큐 브레이브스            |
| 1979년 | 니시모토 다카시   | 요미우리 자이언츠        | 야마다 히사시     | 한큐 브레이브스            |
| 1980년 | 니시모토 다카시   | 요미우리 자이언츠        | 기다 이사무       | 닛폰햄 파이터스            |
| 1981년 | 니시모토 다카시   | 요미우리 자이언츠        | 야마다 히사시     | 한큐 브레이브스            |
| 1982년 | 니시모토 다카시   | 요미우리 자이언츠        | 야마다 히사시     | 한큐 브레이브스            |
| 1983년 | 니시모토 다카시   | 요미우리 자이언츠        | 히가시오 오사무   | 세이부 라이온스            |
| 1984년 | 니시모토 다카시   | 요미우리 자이언츠        | 히가시오 오사무   | 세이부 라이온스            |
| 1985년 | 니시모토 다카시   | 요미우리 자이언츠        | 히가시오 오사무   | 세이부 라이온스            |
| 1986년 | 기타벳푸 마나부   | 히로시마 도요 카프       | 히가시오 오사무   | 세이부 라이온스            |
| 1987년 | 구와타 마스미     | 요미우리 자이언츠        | 히가시오 오사무   | 세이부 라이온스            |
| 1988년 | 구와타 마스미     | 요미우리 자이언츠        | 니시자키 유키히로 | 닛폰햄 파이터스            |
| 1989년 | 니시모토 다카시   | 주니치 드래건스          | 아와노 히데유키   | 긴테쓰 버펄로스            |
| 1990년 | 사이토 마사키     | 요미우리 자이언츠        | 와타나베 히사노부 | 세이부 라이온스            |
| 1991년 | 구와타 마스미     | 요미우리 자이언츠        | 궈타이위안        | 세이부 라이온스            |
| 1992년 | 사이토 마사키     | 요미우리 자이언츠        | 궈타이위안        | 세이부 라이온스            |
| 1993년 | 이마나카 신지     | 주니치 드래건스          | 노다 고지         | 오릭스 블루웨이브          |
| 1993년 | 구와타 마스미     | 요미우리 자이언츠        | 노다 고지         | 오릭스 블루웨이브          |
| 1994년 | 구와타 마스미     | 요미우리 자이언츠        | 구도 기미야스     | 세이부 라이온스            |
| 1995년 | 사이토 마사키     | 요미우리 자이언츠        | 구도 기미야스     | 후쿠오카 다이에 호크스     |
| 1996년 | 사이토 마사키     | 요미우리 자이언츠        | 니시자키 유키히로 | 닛폰햄 파이터스            |
| 1997년 | 구와타 마스미     | 요미우리 자이언츠        | 니시구치 후미야   | 세이부 라이온스            |
| 1998년 | 구와타 마스미     | 요미우리 자이언츠        | 니시구치 후미야   | 세이부 라이온스            |
| 1999년 | 우에하라 고지     | 요미우리 자이언츠        | 마쓰자카 다이스케 | 세이부 라이온스            |
| 2000년 | 구도 기미야스     | 요미우리 자이언츠        | 마쓰자카 다이스케 | 세이부 라이온스            |
| 2001년 | 노구치 시게키     | 주니치 드래건스          | 마쓰자카 다이스케 | 세이부 라이온스            |
| 2002년 | 구와타 마스미     | 요미우리 자이언츠        | 니시구치 후미야   | 세이부 라이온스            |
| 2003년 | 우에하라 고지     | 요미우리 자이언츠        | 마쓰자카 다이스케 | 세이부 라이온스            |
| 2004년 | 가와카미 겐신     | 주니치 드래건스          | 마쓰자카 다이스케 | 세이부 라이온스            |
| 2005년 | 구로다 히로키     | 히로시마 도요 카프       | 마쓰자카 다이스케 | 세이부 라이온스            |
| 2006년 | 가와카미 겐신     | 주니치 드래건스          | 마쓰자카 다이스케 | 세이부 라이온스            |
| 2007년 | 가와카미 겐신     | 주니치 드래건스          | 다르빗슈 유       | 홋카이도 닛폰햄 파이터스   |
| 2008년 | 이시카와 마사노리 | 도쿄 야쿠르트 스왈로스   | 다르빗슈 유       | 홋카이도 닛폰햄 파이터스   |
| 2009년 | 디키 곤잘레스     | 요미우리 자이언츠        | 와쿠이 히데아키   | 사이타마 세이부 라이온스   |
| 2010년 | 마에다 겐타       | 히로시마 도요 카프       | 와쿠이 히데아키   | 사이타마 세이부 라이온스   |
| 2011년 | 아사오 다쿠야     | 주니치 드래건스          | 다나카 마사히로   | 도호쿠 라쿠텐 골든이글스   |
| 2012년 | 마에다 겐타       | 히로시마 도요 카프       | 다나카 마사히로   | 도호쿠 라쿠텐 골든이글스   |
| 2013년 | 마에다 겐타       | 히로시마 도요 카프       | 다나카 마사히로   | 도호쿠 라쿠텐 골든이글스   |
| 2014년 | 마에다 겐타       | 히로시마 도요 카프       | 가네코 지히로     | 오릭스 버펄로스            |
| 2015년 | 마에다 겐타       | 히로시마 도요 카프       | 와쿠이 히데아키   | 지바 롯데 마린스           |
| 2016년 | 스가노 도모유키   | 요미우리 자이언츠        | 와쿠이 히데아키   | 지바 롯데 마린스           |
| 2017년 | 스가노 도모유키   | 요미우리 자이언츠        | 기쿠치 유세이     | 사이타마 세이부 라이온스   |
| 2018년 | 스가노 도모유키   | 요미우리 자이언츠        | 기시 다카유키     | 도호쿠 라쿠텐 골든이글스   |
| 2019년 | 니시 유키         | 한신 타이거스            | 센가 고다이       | 후쿠오카 소프트뱅크 호크스 |
| 2020년 | 스가노 도모유키   | 요미우리 자이언츠        | 센가 고다이       | 후쿠오카 소프트뱅크 호크스 |
| 2021년 | 야나기 유야       | 주니치 드래건스          | 야마모토 요시노부 | 오릭스 버펄로스            |
| 2022년 | 모리시타 마사토   | 히로시마 도요 카프       | 야마모토 요시노부 | 오릭스 버펄로스            |
| 2023년 | 아즈마 가쓰키     | 요코하마 DeNA 베이스타스 | 야마모토 요시노부 | 오릭스 버펄로스            |
| 2024년 | 스가노 도모유키   | 요미우리 자이언츠        | 리반 모이넬로     | 후쿠오카 소프트뱅크 호크스 |

### 포수
| 연도   | 센트럴 리그       | 센트럴 리그              | 퍼시픽 리그       | 퍼시픽 리그                |
| 연도   | 성명              | 소속                     | 성명              | 소속                       |
| ------ | ----------------- | ------------------------ | ----------------- | -------------------------- |
| 1972년 | 오야 아키히코     | 야쿠르트 아톰스          | 다네모 마사유키   | 한큐 브레이브스            |
| 1973년 | 다부치 고이치     | 한신 타이거스            | 노무라 가쓰야     | 난카이 호크스              |
| 1974년 | 다부치 고이치     | 한신 타이거스            | 무라카미 기미야스 | 롯데 오리온스              |
| 1975년 | 오야 아키히코     | 야쿠르트 스왈로스        | 아리타 슈조       | 긴테쓰 버펄로스            |
| 1976년 | 오야 아키히코     | 야쿠르트 스왈로스        | 아리타 슈조       | 긴테쓰 버펄로스            |
| 1977년 | 오야 아키히코     | 야쿠르트 스왈로스        | 가토 도시오       | 닛폰햄 파이터스            |
| 1978년 | 오야 아키히코     | 야쿠르트 스왈로스        | 나카자와 신지     | 한큐 브레이브스            |
| 1979년 | 와카나 요시하루   | 한신 타이거스            | 나시다 마사타카   | 긴테쓰 버펄로스            |
| 1980년 | 오야 아키히코     | 야쿠르트 스왈로스        | 나시다 마사타카   | 긴테쓰 버펄로스            |
| 1981년 | 야마쿠라 가즈히로 | 요미우리 자이언츠        | 나시다 마사타카   | 긴테쓰 버펄로스            |
| 1982년 | 나카오 다카요시   | 주니치 드래건스          | 오미야 다쓰오     | 닛폰햄 파이터스            |
| 1983년 | 야마쿠라 가즈히로 | 요미우리 자이언츠        | 나시다 마사타카   | 긴테쓰 버펄로스            |
| 1984년 | 다쓰카와 미쓰오   | 히로시마 도요 카프       | 후지타 히로마사   | 한큐 브레이브스            |
| 1985년 | 기도 가쓰히코     | 한신 타이거스            | 이토 쓰토무       | 세이부 라이온스            |
| 1986년 | 다쓰카와 미쓰오   | 히로시마 도요 카프       | 이토 쓰토무       | 세이부 라이온스            |
| 1987년 | 야마쿠라 가즈히로 | 요미우리 자이언츠        | 이토 쓰토무       | 세이부 라이온스            |
| 1988년 | 다쓰카와 미쓰오   | 히로시마 도요 카프       | 이토 쓰토무       | 세이부 라이온스            |
| 1989년 | 나카오 다카요시   | 요미우리 자이언츠        | 나카지마 사토시   | 오릭스 브레이브스          |
| 1990년 | 후루타 아쓰야     | 야쿠르트 스왈로스        | 이토 쓰토무       | 세이부 라이온스            |
| 1991년 | 후루타 아쓰야     | 야쿠르트 스왈로스        | 이토 쓰토무       | 세이부 라이온스            |
| 1992년 | 후루타 아쓰야     | 야쿠르트 스왈로스        | 이토 쓰토무       | 세이부 라이온스            |
| 1993년 | 후루타 아쓰야     | 야쿠르트 스왈로스        | 다무라 후지오     | 닛폰햄 파이터스            |
| 1994년 | 니시야마 슈지     | 히로시마 도요 카프       | 이토 쓰토무       | 세이부 라이온스            |
| 1995년 | 후루타 아쓰야     | 야쿠르트 스왈로스        | 이토 쓰토무       | 세이부 라이온스            |
| 1996년 | 니시야마 슈지     | 히로시마 도요 카프       | 다카다 마코토     | 오릭스 블루웨이브          |
| 1997년 | 후루타 아쓰야     | 야쿠르트 스왈로스        | 이토 쓰토무       | 세이부 라이온스            |
| 1998년 | 다니시게 모토노부 | 요코하마 베이스타스      | 이토 쓰토무       | 세이부 라이온스            |
| 1999년 | 후루타 아쓰야     | 야쿠르트 스왈로스        | 조지마 겐지       | 후쿠오카 다이에 호크스     |
| 2000년 | 후루타 아쓰야     | 야쿠르트 스왈로스        | 조지마 겐지       | 후쿠오카 다이에 호크스     |
| 2001년 | 후루타 아쓰야     | 야쿠르트 스왈로스        | 조지마 겐지       | 후쿠오카 다이에 호크스     |
| 2002년 | 아베 신노스케     | 요미우리 자이언츠        | 조지마 겐지       | 후쿠오카 다이에 호크스     |
| 2003년 | 야노 아키히로     | 한신 타이거스            | 조지마 겐지       | 후쿠오카 다이에 호크스     |
| 2004년 | 후루타 아쓰야     | 야쿠르트 스왈로스        | 조지마 겐지       | 후쿠오카 다이에 호크스     |
| 2005년 | 야노 아키히로     | 한신 타이거스            | 조지마 겐지       | 후쿠오카 소프트뱅크 호크스 |
| 2006년 | 다니시게 모토노부 | 주니치 드래건스          | 사토자키 도모야   | 지바 롯데 마린스           |
| 2007년 | 다니시게 모토노부 | 주니치 드래건스          | 사토자키 도모야   | 지바 롯데 마린스           |
| 2008년 | 아베 신노스케     | 요미우리 자이언츠        | 호소카와 도루     | 사이타마 세이부 라이온스   |
| 2009년 | 다니시게 모토노부 | 주니치 드래건스          | 쓰루오카 신야     | 홋카이도 닛폰햄 파이터스   |
| 2010년 | 조지마 겐지       | 한신 타이거스            | 시마 모토히로     | 도호쿠 라쿠텐 골든이글스   |
| 2011년 | 다니시게 모토노부 | 주니치 드래건스          | 호소카와 도루     | 후쿠오카 소프트뱅크 호크스 |
| 2012년 | 다니시게 모토노부 | 주니치 드래건스          | 스미타니 긴지로   | 사이타마 세이부 라이온스   |
| 2013년 | 아베 신노스케     | 요미우리 자이언츠        | 시마 모토히로     | 도호쿠 라쿠텐 골든이글스   |
| 2014년 | 아베 신노스케     | 요미우리 자이언츠        | 이토 히카루       | 오릭스 버펄로스            |
| 2015년 | 나카무라 유헤이   | 도쿄 야쿠르트 스왈로스   | 스미타니 긴지로   | 사이타마 세이부 라이온스   |
| 2016년 | 이시하라 요시유키 | 히로시마 도요 카프       | 오노 쇼타         | 홋카이도 닛폰햄 파이터스   |
| 2017년 | 고바야시 세이지   | 요미우리 자이언츠        | 가이 다쿠야       | 후쿠오카 소프트뱅크 호크스 |
| 2018년 | 우메노 류타로     | 한신 타이거스            | 가이 다쿠야       | 후쿠오카 소프트뱅크 호크스 |
| 2019년 | 우메노 류타로     | 한신 타이거스            | 가이 다쿠야       | 후쿠오카 소프트뱅크 호크스 |
| 2020년 | 우메노 류타로     | 한신 타이거스            | 가이 다쿠야       | 후쿠오카 소프트뱅크 호크스 |
| 2021년 | 나카무라 유헤이   | 도쿄 야쿠르트 스왈로스   | 가이 다쿠야       | 후쿠오카 소프트뱅크 호크스 |
| 2022년 | 나카무라 유헤이   | 도쿄 야쿠르트 스왈로스   | 가이 다쿠야       | 후쿠오카 소프트뱅크 호크스 |
| 2023년 | 사카모토 세이시로 | 한신 타이거스            | 와카쓰키 겐야     | 오릭스 버펄로스            |
| 2024년 | 야마모토 유다이   | 요코하마 DeNA 베이스타스 | 가이 다쿠야       | 후쿠오카 소프트뱅크 호크스 |

### 1루수
| 연도   | 센트럴 리그            | 센트럴 리그              | 퍼시픽 리그         | 퍼시픽 리그                |
| 연도   | 성명                   | 소속                     | 성명                | 소속                       |
| ------ | ---------------------- | ------------------------ | ------------------- | -------------------------- |
| 1972년 | 오 사다하루            | 요미우리 자이언츠        | 오스기 가쓰오       | 도에이 플라이어스          |
| 1973년 | 오 사다하루            | 요미우리 자이언츠        | 클래런스 존스       | 난카이 호크스              |
| 1974년 | 오 사다하루            | 요미우리 자이언츠        | 웨스 파커           | 난카이 호크스              |
| 1975년 | 오 사다하루            | 요미우리 자이언츠        | 가토 히데지         | 한큐 브레이브스            |
| 1976년 | 오 사다하루            | 요미우리 자이언츠        | 가토 히데지         | 한큐 브레이브스            |
| 1977년 | 오 사다하루            | 요미우리 자이언츠        | 가토 히데지         | 한큐 브레이브스            |
| 1978년 | 오 사다하루            | 요미우리 자이언츠        | 가시와바라 준이치   | 닛폰햄 파이터스            |
| 1979년 | 오 사다하루            | 요미우리 자이언츠        | 가시와바라 준이치   | 닛폰햄 파이터스            |
| 1980년 | 오 사다하루            | 요미우리 자이언츠        | 오가와 도루         | 긴테쓰 버펄로스            |
| 1981년 | 후지타 다이라          | 한신 타이거스            | 가시와바라 준이치   | 닛폰햄 파이터스            |
| 1982년 | 나카하타 기요시        | 요미우리 자이언츠        | 가시와바라 준이치   | 닛폰햄 파이터스            |
| 1983년 | 나카하타 기요시        | 요미우리 자이언츠        | 가타히라 신사쿠     | 세이부 라이온스            |
| 1984년 | 나카하타 기요시        | 요미우리 자이언츠        | 야마모토 고지       | 롯데 오리온스              |
| 1985년 | 나카하타 기요시        | 요미우리 자이언츠        | 야마모토 고지       | 롯데 오리온스              |
| 1986년 | 나카하타 기요시        | 요미우리 자이언츠        | 부머 웰스           | 한큐 브레이브스            |
| 1987년 | 나카하타 기요시        | 요미우리 자이언츠        | 부머 웰스           | 한큐 브레이브스            |
| 1988년 | 나카하타 기요시        | 요미우리 자이언츠        | 기요하라 가즈히로   | 세이부 라이온스            |
| 1989년 | 고마다 노리히로        | 요미우리 자이언츠        | 아이코 다케시       | 롯데 오리온스              |
| 1990년 | 고마다 노리히로        | 요미우리 자이언츠        | 기요하라 가즈히로   | 세이부 라이온스            |
| 1991년 | 고마다 노리히로        | 요미우리 자이언츠        | 짐 트래버           | 긴테쓰 버펄로스            |
| 1992년 | 짐 파치오렉            | 한신 타이거스            | 기요하라 가즈히로   | 세이부 라이온스            |
| 1993년 | 고마다 노리히로        | 요미우리 자이언츠        | 기요하라 가즈히로   | 세이부 라이온스            |
| 1994년 | 고마다 노리히로        | 요코하마 베이스타스      | 기요하라 가즈히로   | 세이부 라이온스            |
| 1995년 | 고마다 노리히로        | 요코하마 베이스타스      | 훌리오 프랑코       | 지바 롯데 마린스           |
| 1996년 | 고마다 노리히로        | 요코하마 베이스타스      | 가타오카 아쓰시     | 닛폰햄 파이터스            |
| 1997년 | 고마다 노리히로        | 요코하마 베이스타스      | 다카기 다이세이     | 세이부 라이온스            |
| 1998년 | 고마다 노리히로        | 요코하마 베이스타스      | 다카기 다이세이     | 세이부 라이온스            |
| 1999년 | 고마다 노리히로        | 요코하마 베이스타스      | 오가사와라 미치히로 | 닛폰햄 파이터스            |
| 2000년 | 로베르토 페타지니      | 야쿠르트 스왈로스        | 오가사와라 미치히로 | 닛폰햄 파이터스            |
| 2001년 | 로베르토 페타지니      | 야쿠르트 스왈로스        | 오가사와라 미치히로 | 닛폰햄 파이터스            |
| 2002년 | 로베르토 페타지니      | 야쿠르트 스왈로스        | 오가사와라 미치히로 | 닛폰햄 파이터스            |
| 2003년 | 조지 아리아스          | 한신 타이거스            | 후쿠우라 가즈야     | 지바 롯데 마린스           |
| 2004년 | 와타나베 히로유키      | 주니치 드래건스          | 마쓰나카 노부히코   | 후쿠오카 다이에 호크스     |
| 2005년 | 앤디 시츠              | 한신 타이거스            | 후쿠우라 가즈야     | 지바 롯데 마린스           |
| 2006년 | 앤디 시츠              | 한신 타이거스            | 오가사와라 미치히로 | 홋카이도 닛폰햄 파이터스   |
| 2007년 | 앤디 시츠              | 한신 타이거스            | 후쿠우라 가즈야     | 지바 롯데 마린스           |
| 2008년 | 아라이 다카히로        | 한신 타이거스            | 알렉스 카브레라     | 오릭스 버펄로스            |
| 2008년 | 구리하라 겐타          | 히로시마 도요 카프       | 알렉스 카브레라     | 오릭스 버펄로스            |
| 2009년 | 구리하라 겐타          | 히로시마 도요 카프       | 다카하시 신지       | 홋카이도 닛폰햄 파이터스   |
| 2010년 | 수상자 없음            | 수상자 없음              | 고쿠보 히로키       | 후쿠오카 소프트뱅크 호크스 |
| 2011년 | 구리하라 겐타          | 히로시마 도요 카프       | 고쿠보 히로키       | 후쿠오카 소프트뱅크 호크스 |
| 2012년 | 하타케야마 가즈히로    | 도쿄 야쿠르트 스왈로스   | 이나바 아쓰노리     | 홋카이도 닛폰햄 파이터스   |
| 2013년 | 호세 셀레스티노 로페스 | 요미우리 자이언츠        | 아사무라 히데토     | 사이타마 세이부 라이온스   |
| 2014년 | 모리노 마사히코        | 주니치 드래건스          | T-오카다            | 오릭스 버펄로스            |
| 2015년 | 하타케야마 가즈히로    | 도쿄 야쿠르트 스왈로스   | 나카타 쇼           | 홋카이도 닛폰햄 파이터스   |
| 2016년 | 호세 셀레스티노 로페스 | 요코하마 DeNA 베이스타스 | 나카타 쇼           | 홋카이도 닛폰햄 파이터스   |
| 2017년 | 호세 셀레스티노 로페스 | 요코하마 DeNA 베이스타스 | 긴지                | 도호쿠 라쿠텐 골든이글스   |
| 2018년 | 호세 셀레스티노 로페스 | 요코하마 DeNA 베이스타스 | 나카타 쇼           | 홋카이도 닛폰햄 파이터스   |
| 2019년 | 호세 셀레스티노 로페스 | 요코하마 DeNA 베이스타스 | 우치카와 세이이치   | 후쿠오카 소프트뱅크 호크스 |
| 2020년 | 다얀 비시에도          | 주니치 드래건스          | 나카무라 아키라     | 후쿠오카 소프트뱅크 호크스 |
| 2020년 | 다얀 비시에도          | 주니치 드래건스          | 나카타 쇼           | 홋카이도 닛폰햄 파이터스   |
| 2021년 | 다얀 비시에도          | 주니치 드래건스          | 나카무라 아키라     | 후쿠오카 소프트뱅크 호크스 |
| 2022년 | 나카타 쇼              | 요미우리 자이언츠        | 나카무라 아키라     | 후쿠오카 소프트뱅크 호크스 |
| 2023년 | 오야마 유스케          | 한신 타이거스            | 나카무라 아키라     | 후쿠오카 소프트뱅크 호크스 |
| 2024년 | 오카모토 가즈마        | 요미우리 자이언츠        | 야마카와 호타카     | 후쿠오카 소프트뱅크 호크스 |

### 2루수
| 연도   | 센트럴 리그       | 센트럴 리그            | 퍼시픽 리그       | 퍼시픽 리그                |
| 연도   | 성명              | 소속                   | 성명              | 소속                       |
| ------ | ----------------- | ---------------------- | ----------------- | -------------------------- |
| 1972년 | 존 시핀           | 다이요 웨일스          | 오시타 쓰요시     | 도에이 플라이어스          |
| 1973년 | 존 시핀           | 다이요 웨일스          | 사쿠라이 데루히데 | 난카이 호크스              |
| 1974년 | 다카기 모리미치   | 주니치 드래건스        | 사쿠라이 데루히데 | 난카이 호크스              |
| 1975년 | 오시타 쓰요시     | 히로시마 도요 카프     | 바비 마르카노     | 한큐 브레이브스            |
| 1976년 | 데이비 존슨       | 요미우리 자이언츠      | 바비 마르카노     | 한큐 브레이브스            |
| 1977년 | 다카기 모리미치   | 주니치 드래건스        | 야마자키 히로유키 | 롯데 오리온스              |
| 1978년 | 도이 쇼조         | 요미우리 자이언츠      | 바비 마르카노     | 한큐 브레이브스            |
| 1979년 | 다카기 모리미치   | 주니치 드래건스        | 바비 마르카노     | 한큐 브레이브스            |
| 1980년 | 모토이 미쓰오     | 요코하마 다이요 웨일스 | 야마자키 히로유키 | 세이부 라이온스            |
| 1981년 | 시노즈카 도시오   | 요미우리 자이언츠      | 야마자키 히로유키 | 세이부 라이온스            |
| 1982년 | 시노즈카 도시오   | 요미우리 자이언츠      | 오이시 다이지로   | 긴테쓰 버펄로스            |
| 1983년 | 다카기 유타카     | 요코하마 다이요 웨일스 | 오이시 다이지로   | 긴테쓰 버펄로스            |
| 1984년 | 시노즈카 도시오   | 요미우리 자이언츠      | 오이시 다이지로   | 긴테쓰 버펄로스            |
| 1985년 | 오카다 아키노부   | 한신 타이거스          | 니시무라 노리후미 | 롯데 오리온스              |
| 1986년 | 시노즈카 도시오   | 요미우리 자이언츠      | 쓰지 하쓰히코     | 세이부 라이온스            |
| 1987년 | 쇼다 고조         | 히로시마 도요 카프     | 시라이 가즈유키   | 닛폰햄 파이터스            |
| 1988년 | 쇼다 고조         | 히로시마 도요 카프     | 쓰지 하쓰히코     | 세이부 라이온스            |
| 1989년 | 쇼다 고조         | 히로시마 도요 카프     | 쓰지 하쓰히코     | 세이부 라이온스            |
| 1990년 | 쇼다 고조         | 히로시마 도요 카프     | 쓰지 하쓰히코     | 세이부 라이온스            |
| 1991년 | 쇼다 고조         | 히로시마 도요 카프     | 쓰지 하쓰히코     | 세이부 라이온스            |
| 1992년 | 와다 유타카       | 한신 타이거스          | 쓰지 하쓰히코     | 세이부 라이온스            |
| 1993년 | 와다 유타카       | 한신 타이거스          | 쓰지 하쓰히코     | 세이부 라이온스            |
| 1994년 | 와다 유타카       | 한신 타이거스          | 쓰지 하쓰히코     | 세이부 라이온스            |
| 1995년 | 다쓰나미 가즈요시 | 주니치 드래건스        | 고쿠보 히로키     | 후쿠오카 다이에 호크스     |
| 1996년 | 다쓰나미 가즈요시 | 주니치 드래건스        | 오시마 고이치     | 오릭스 블루웨이브          |
| 1997년 | 다쓰나미 가즈요시 | 주니치 드래건스        | 오시마 고이치     | 오릭스 블루웨이브          |
| 1998년 | 로버트 로즈       | 요코하마 베이스타스    | 가네코 마코토     | 닛폰햄 파이터스            |
| 1999년 | 니시 도시히사     | 요미우리 자이언츠      | 가네코 마코토     | 닛폰햄 파이터스            |
| 2000년 | 니시 도시히사     | 요미우리 자이언츠      | 오시마 고이치     | 오릭스 블루웨이브          |
| 2001년 | 니시 도시히사     | 요미우리 자이언츠      | 이구치 다다히토   | 후쿠오카 다이에 호크스     |
| 2002년 | 니시 도시히사     | 요미우리 자이언츠      | 다카기 히로유키   | 세이부 라이온스            |
| 2003년 | 이마오카 마코토   | 한신 타이거스          | 이구치 다다히토   | 후쿠오카 다이에 호크스     |
| 2004년 | 아라키 마사히로   | 주니치 드래건스        | 이구치 다다히토   | 후쿠오카 다이에 호크스     |
| 2005년 | 아라키 마사히로   | 주니치 드래건스        | 니시오카 쓰요시   | 지바 롯데 마린스           |
| 2006년 | 아라키 마사히로   | 주니치 드래건스        | 다나카 겐스케     | 홋카이도 닛폰햄 파이터스   |
| 2007년 | 아라키 마사히로   | 주니치 드래건스        | 다나카 겐스케     | 홋카이도 닛폰햄 파이터스   |
| 2008년 | 아라키 마사히로   | 주니치 드래건스        | 다나카 겐스케     | 홋카이도 닛폰햄 파이터스   |
| 2009년 | 아라키 마사히로   | 주니치 드래건스        | 다나카 겐스케     | 홋카이도 닛폰햄 파이터스   |
| 2010년 | 히라노 게이이치   | 한신 타이거스          | 다나카 겐스케     | 홋카이도 닛폰햄 파이터스   |
| 2011년 | 히라노 게이이치   | 한신 타이거스          | 혼다 유이치       | 후쿠오카 소프트뱅크 호크스 |
| 2012년 | 다나카 히로야스   | 도쿄 야쿠르트 스왈로스 | 혼다 유이치       | 후쿠오카 소프트뱅크 호크스 |
| 2013년 | 기쿠치 료스케     | 히로시마 도요 카프     | 후지타 가즈야     | 도호쿠 라쿠텐 골든이글스   |
| 2014년 | 기쿠치 료스케     | 히로시마 도요 카프     | 후지타 가즈야     | 도호쿠 라쿠텐 골든이글스   |
| 2015년 | 기쿠치 료스케     | 히로시마 도요 카프     | 루이스 크루스     | 지바 롯데 마린스           |
| 2016년 | 기쿠치 료스케     | 히로시마 도요 카프     | 후지타 가즈야     | 도호쿠 라쿠텐 골든이글스   |
| 2017년 | 기쿠치 료스케     | 히로시마 도요 카프     | 스즈키 다이치     | 지바 롯데 마린스           |
| 2018년 | 기쿠치 료스케     | 히로시마 도요 카프     | 나카무라 쇼고     | 지바 롯데 마린스           |
| 2019년 | 기쿠치 료스케     | 히로시마 도요 카프     | 아사무라 히데토   | 도호쿠 라쿠텐 골든이글스   |
| 2020년 | 기쿠치 료스케     | 히로시마 도요 카프     | 도노사키 슈타     | 사이타마 세이부 라이온스   |
| 2021년 | 기쿠치 료스케     | 히로시마 도요 카프     | 나카무라 쇼고     | 지바 롯데 마린스           |
| 2022년 | 기쿠치 료스케     | 히로시마 도요 카프     | 도노사키 슈타     | 사이타마 세이부 라이온스   |
| 2023년 | 나카노 다쿠무     | 한신 타이거스          | 나카무라 쇼고     | 지바 롯데 마린스           |
| 2024년 | 요시카와 나오키   | 요미우리 자이언츠      | 고부카타 히로토   | 도호쿠 라쿠텐 골든이글스   |

### 3루수
| 연도   | 센트럴 리그       | 센트럴 리그              | 퍼시픽 리그         | 퍼시픽 리그                |
| 연도   | 성명              | 소속                     | 성명                | 소속                       |
| ------ | ----------------- | ------------------------ | ------------------- | -------------------------- |
| 1972년 | 나가시마 시게오   | 요미우리 자이언츠        | 아리토 미치요       | 롯데 오리온스              |
| 1973년 | 나가시마 시게오   | 요미우리 자이언츠        | 아리토 미치요       | 롯데 오리온스              |
| 1973년 | 클리트 보이어     | 다이요 웨일스            | 아리토 미치요       | 롯데 오리온스              |
| 1974년 | 클리트 보이어     | 다이요 웨일스            | 아리토 미치요       | 롯데 오리온스              |
| 1975년 | 시마타니 긴지     | 주니치 드래건스          | 아리토 미치요       | 롯데 오리온스              |
| 1976년 | 다카다 시게루     | 요미우리 자이언츠        | 후지와라 미쓰루     | 난카이 호크스              |
| 1977년 | 다카다 시게루     | 요미우리 자이언츠        | 시마타니 긴지       | 한큐 브레이브스            |
| 1978년 | 가케후 마사유키   | 한신 타이거스            | 시마타니 긴지       | 한큐 브레이브스            |
| 1979년 | 가케후 마사유키   | 한신 타이거스            | 시마타니 긴지       | 한큐 브레이브스            |
| 1980년 | 기누가사 사치오   | 히로시마 도요 카프       | 하다 고이치         | 긴테쓰 버펄로스            |
| 1981년 | 가케후 마사유키   | 한신 타이거스            | 후지와라 미쓰루     | 난카이 호크스              |
| 1982년 | 가케후 마사유키   | 한신 타이거스            | 후루야 히데오       | 닛폰햄 파이터스            |
| 1983년 | 가케후 마사유키   | 한신 타이거스            | 후루야 히데오       | 닛폰햄 파이터스            |
| 1984년 | 기누가사 사치오   | 히로시마 도요 카프       | 마쓰나가 히로미     | 한큐 브레이브스            |
| 1985년 | 가케후 마사유키   | 한신 타이거스            | 후루야 히데오       | 닛폰햄 파이터스            |
| 1986년 | 기누가사 사치오   | 히로시마 도요 카프       | 후루야 히데오       | 닛폰햄 파이터스            |
| 1987년 | 하라 다쓰노리     | 요미우리 자이언츠        | 이시게 히로미치     | 세이부 라이온스            |
| 1988년 | 하라 다쓰노리     | 요미우리 자이언츠        | 이시게 히로미치     | 세이부 라이온스            |
| 1989년 | 웨이드 로던       | 히로시마 도요 카프       | 마쓰나가 히로미     | 오릭스 브레이브스          |
| 1990년 | 오카자키 가오루   | 요미우리 자이언츠        | 마쓰나가 히로미     | 오릭스 브레이브스          |
| 1991년 | 스미 후지오       | 야쿠르트 스왈로스        | 이시게 히로미치     | 세이부 라이온스            |
| 1992년 | 토머스 오말리     | 한신 타이거스            | 이시게 히로미치     | 세이부 라이온스            |
| 1993년 | 이시이 다쿠로     | 요코하마 베이스타스      | 이시게 히로미치     | 세이부 라이온스            |
| 1994년 | 이시이 다쿠로     | 요코하마 베이스타스      | 마쓰나가 히로미     | 후쿠오카 다이에 호크스     |
| 1995년 | 이시이 다쿠로     | 요코하마 베이스타스      | 바바 도시후미       | 오릭스 블루웨이브          |
| 1996년 | 에토 아키라       | 히로시마 도요 카프       | 바바 도시후미       | 오릭스 블루웨이브          |
| 1997년 | 신도 다쓰야       | 요코하마 베이스타스      | 가타오카 아쓰시     | 닛폰햄 파이터스            |
| 1998년 | 신도 다쓰야       | 요코하마 베이스타스      | 가타오카 아쓰시     | 닛폰햄 파이터스            |
| 1999년 | 신도 다쓰야       | 요코하마 베이스타스      | 나카무라 노리히로   | 오사카 긴테쓰 버펄로스     |
| 2000년 | 이와무라 아키노리 | 야쿠르트 스왈로스        | 나카무라 노리히로   | 오사카 긴테쓰 버펄로스     |
| 2001년 | 이와무라 아키노리 | 야쿠르트 스왈로스        | 나카무라 노리히로   | 오사카 긴테쓰 버펄로스     |
| 2002년 | 이와무라 아키노리 | 야쿠르트 스왈로스        | 나카무라 노리히로   | 오사카 긴테쓰 버펄로스     |
| 2003년 | 다쓰나미 가즈요시 | 주니치 드래건스          | 오가사와라 미치히로 | 닛폰햄 파이터스            |
| 2004년 | 이와무라 아키노리 | 야쿠르트 스왈로스        | 나카무라 노리히로   | 오사카 긴테쓰 버펄로스     |
| 2005년 | 이와무라 아키노리 | 야쿠르트 스왈로스        | 이마에 도시아키     | 지바 롯데 마린스           |
| 2006년 | 이와무라 아키노리 | 야쿠르트 스왈로스        | 이마에 도시아키     | 지바 롯데 마린스           |
| 2007년 | 나카무라 노리히로 | 주니치 드래건스          | 이마에 도시아키     | 지바 롯데 마린스           |
| 2008년 | 나카무라 노리히로 | 주니치 드래건스          | 이마에 도시아키     | 지바 롯데 마린스           |
| 2009년 | 미야모토 신야     | 도쿄 야쿠르트 스왈로스   | 고야노 에이이치     | 홋카이도 닛폰햄 파이터스   |
| 2010년 | 미야모토 신야     | 도쿄 야쿠르트 스왈로스   | 고야노 에이이치     | 홋카이도 닛폰햄 파이터스   |
| 2011년 | 미야모토 신야     | 도쿄 야쿠르트 스왈로스   | 마쓰다 노부히로     | 후쿠오카 소프트뱅크 호크스 |
| 2012년 | 미야모토 신야     | 도쿄 야쿠르트 스왈로스   | 고야노 에이이치     | 홋카이도 닛폰햄 파이터스   |
| 2013년 | 무라타 슈이치     | 요미우리 자이언츠        | 마쓰다 노부히로     | 후쿠오카 소프트뱅크 호크스 |
| 2014년 | 무라타 슈이치     | 요미우리 자이언츠        | 마쓰다 노부히로     | 후쿠오카 소프트뱅크 호크스 |
| 2015년 | 가와바타 신고     | 도쿄 야쿠르트 스왈로스   | 마쓰다 노부히로     | 후쿠오카 소프트뱅크 호크스 |
| 2016년 | 무라타 슈이치     | 요미우리 자이언츠        | 마쓰다 노부히로     | 후쿠오카 소프트뱅크 호크스 |
| 2017년 | 도리타니 다카시   | 한신 타이거스            | 마쓰다 노부히로     | 후쿠오카 소프트뱅크 호크스 |
| 2018년 | 미야자키 도시로   | 요코하마 DeNA 베이스타스 | 마쓰다 노부히로     | 후쿠오카 소프트뱅크 호크스 |
| 2019년 | 다카하시 슈헤이   | 주니치 드래건스          | 마쓰다 노부히로     | 후쿠오카 소프트뱅크 호크스 |
| 2020년 | 다카하시 슈헤이   | 주니치 드래건스          | 스즈키 다이치       | 도호쿠 라쿠텐 골든이글스   |
| 2021년 | 오카모토 가즈마   | 요미우리 자이언츠        | 무네 유마           | 오릭스 버펄로스            |
| 2022년 | 오카모토 가즈마   | 요미우리 자이언츠        | 무네 유마           | 오릭스 버펄로스            |
| 2023년 | 미야자키 도시로   | 요코하마 DeNA 베이스타스 | 무네 유마           | 오릭스 버펄로스            |
| 2024년 | 사카모토 하야토   | 요미우리 자이언츠        | 구리하라 료야       | 후쿠오카 소프트뱅크 호크스 |

### 유격수
| 연도   | 센트럴 리그       | 센트럴 리그            | 퍼시픽 리그       | 퍼시픽 리그                |
| 연도   | 성명              | 소속                   | 성명              | 소속                       |
| ------ | ----------------- | ---------------------- | ----------------- | -------------------------- |
| 1972년 | 바트 셜리         | 주니치 드래건스        | 오하시 유타카     | 한큐 브레이브스            |
| 1973년 | 후지타 다이라     | 한신 타이거스          | 오하시 유타카     | 한큐 브레이브스            |
| 1974년 | 고노 가즈마사     | 요미우리 자이언츠      | 오하시 유타카     | 한큐 브레이브스            |
| 1975년 | 후지타 다이라     | 한신 타이거스          | 오하시 유타카     | 한큐 브레이브스            |
| 1976년 | 야마시타 다이스케 | 다이요 웨일스          | 오하시 유타카     | 한큐 브레이브스            |
| 1977년 | 야마시타 다이스케 | 다이요 웨일스          | 오하시 유타카     | 한큐 브레이브스            |
| 1978년 | 야마시타 다이스케 | 요코하마 다이요 웨일스 | 오하시 유타카     | 한큐 브레이브스            |
| 1979년 | 야마시타 다이스케 | 요코하마 다이요 웨일스 | 다카시로 노부히로 | 닛폰햄 파이터스            |
| 1980년 | 야마시타 다이스케 | 요코하마 다이요 웨일스 | 미즈카미 요시오   | 롯데 오리온스              |
| 1981년 | 야마시타 다이스케 | 요코하마 다이요 웨일스 | 이시게 히로미치   | 세이부 라이온스            |
| 1982년 | 야마시타 다이스케 | 요코하마 다이요 웨일스 | 이시게 히로미치   | 세이부 라이온스            |
| 1983년 | 야마시타 다이스케 | 요코하마 다이요 웨일스 | 이시게 히로미치   | 세이부 라이온스            |
| 1984년 | 히라타 가쓰오     | 한신 타이거스          | 유미오카 게이지로 | 한큐 브레이브스            |
| 1985년 | 히라타 가쓰오     | 한신 타이거스          | 이시게 히로미치   | 세이부 라이온스            |
| 1986년 | 히라타 가쓰오     | 한신 타이거스          | 이시게 히로미치   | 세이부 라이온스            |
| 1987년 | 히라타 가쓰오     | 한신 타이거스          | 유미오카 게이지로 | 한큐 브레이브스            |
| 1988년 | 다쓰나미 가즈요시 | 주니치 드래건스        | 다나카 유키오     | 닛폰햄 파이터스            |
| 1989년 | 가와이 마사히로   | 요미우리 자이언츠      | 다나베 노리오     | 세이부 라이온스            |
| 1990년 | 가와이 마사히로   | 요미우리 자이언츠      | 다나카 유키오     | 닛폰햄 파이터스            |
| 1991년 | 가와이 마사히로   | 요미우리 자이언츠      | 다나카 유키오     | 닛폰햄 파이터스            |
| 1992년 | 이케야마 다카히로 | 야쿠르트 스왈로스      | 다나베 노리오     | 세이부 라이온스            |
| 1993년 | 가와이 마사히로   | 요미우리 자이언츠      | 히로세 데쓰로     | 닛폰햄 파이터스            |
| 1994년 | 가와이 마사히로   | 요미우리 자이언츠      | 히로세 데쓰로     | 닛폰햄 파이터스            |
| 1995년 | 노무라 겐지로     | 히로시마 도요 카프     | 다나카 유키오     | 닛폰햄 파이터스            |
| 1996년 | 가와이 마사히로   | 요미우리 자이언츠      | 다나카 유키오     | 닛폰햄 파이터스            |
| 1997년 | 미야모토 신야     | 야쿠르트 스왈로스      | 마쓰이 가즈오     | 세이부 라이온스            |
| 1998년 | 이시이 다쿠로     | 요코하마 베이스타스    | 마쓰이 가즈오     | 세이부 라이온스            |
| 1999년 | 미야모토 신야     | 야쿠르트 스왈로스      | 고사카 마코토     | 지바 롯데 마린스           |
| 2000년 | 미야모토 신야     | 야쿠르트 스왈로스      | 고사카 마코토     | 지바 롯데 마린스           |
| 2001년 | 미야모토 신야     | 야쿠르트 스왈로스      | 고사카 마코토     | 지바 롯데 마린스           |
| 2002년 | 미야모토 신야     | 야쿠르트 스왈로스      | 마쓰이 가즈오     | 세이부 라이온스            |
| 2003년 | 미야모토 신야     | 야쿠르트 스왈로스      | 마쓰이 가즈오     | 세이부 라이온스            |
| 2004년 | 이바타 히로카즈   | 주니치 드래건스        | 가와사키 무네노리 | 후쿠오카 다이에 호크스     |
| 2005년 | 이바타 히로카즈   | 주니치 드래건스        | 고사카 마코토     | 지바 롯데 마린스           |
| 2006년 | 이바타 히로카즈   | 주니치 드래건스        | 가와사키 무네노리 | 후쿠오카 소프트뱅크 호크스 |
| 2007년 | 이바타 히로카즈   | 주니치 드래건스        | TSUYOSHI          | 지바 롯데 마린스           |
| 2008년 | 이바타 히로카즈   | 주니치 드래건스        | 나카지마 히로유키 | 사이타마 세이부 라이온스   |
| 2009년 | 이바타 히로카즈   | 주니치 드래건스        | 가네코 마코토     | 홋카이도 닛폰햄 파이터스   |
| 2010년 | 소요기 에이신     | 히로시마 도요 카프     | 니시오카 쓰요시   | 지바 롯데 마린스           |
| 2011년 | 도리타니 다카시   | 한신 타이거스          | 나카지마 히로유키 | 사이타마 세이부 라이온스   |
| 2012년 | 이바타 히로카즈   | 주니치 드래건스        | 나카지마 히로유키 | 사이타마 세이부 라이온스   |
| 2013년 | 도리타니 다카시   | 한신 타이거스          | 이마미야 겐타     | 후쿠오카 소프트뱅크 호크스 |
| 2014년 | 도리타니 다카시   | 한신 타이거스          | 이마미야 겐타     | 후쿠오카 소프트뱅크 호크스 |
| 2015년 | 도리타니 다카시   | 한신 타이거스          | 이마미야 겐타     | 후쿠오카 소프트뱅크 호크스 |
| 2016년 | 사카모토 하야토   | 요미우리 자이언츠      | 이마미야 겐타     | 후쿠오카 소프트뱅크 호크스 |
| 2017년 | 사카모토 하야토   | 요미우리 자이언츠      | 이마미야 겐타     | 후쿠오카 소프트뱅크 호크스 |
| 2018년 | 다나카 고스케     | 히로시마 도요 카프     | 겐다 소스케       | 사이타마 세이부 라이온스   |
| 2019년 | 사카모토 하야토   | 요미우리 자이언츠      | 겐다 소스케       | 사이타마 세이부 라이온스   |
| 2020년 | 사카모토 하야토   | 요미우리 자이언츠      | 겐다 소스케       | 사이타마 세이부 라이온스   |
| 2021년 | 사카모토 하야토   | 요미우리 자이언츠      | 겐다 소스케       | 사이타마 세이부 라이온스   |
| 2022년 | 나가오카 히데키   | 도쿄 야쿠르트 스왈로스 | 겐다 소스케       | 사이타마 세이부 라이온스   |
| 2023년 | 기나미 세이야     | 한신 타이거스          | 겐다 소스케       | 사이타마 세이부 라이온스   |
| 2024년 | 야노 마사야       | 히로시마 도요 카프     | 겐다 소스케       | 사이타마 세이부 라이온스   |

### 외야수
| 연도   | 센트럴 리그       | 센트럴 리그              | 퍼시픽 리그       | 퍼시픽 리그                |
| 연도   | 성명              | 소속                     | 성명              | 소속                       |
| ------ | ----------------- | ------------------------ | ----------------- | -------------------------- |
| 1972년 | 다카다 시게루     | 요미우리 자이언츠        | 후쿠모토 유타카   | 한큐 브레이브스            |
| 1972년 | 야마모토 고지     | 히로시마 도요 카프       | 이케베 이와오     | 롯데 오리온스              |
| 1972년 | 시바타 이사오     | 요미우리 자이언츠        | 히로세 요시노리   | 난카이 호크스              |
| 1973년 | 다카다 시게루     | 요미우리 자이언츠        | 후쿠모토 유타카   | 한큐 브레이브스            |
| 1973년 | 야마모토 고지     | 히로시마 도요 카프       | 시마노 이쿠오     | 난카이 호크스              |
| 1973년 | 시바타 이사오     | 요미우리 자이언츠        | 히로타 스미오     | 롯데 오리온스              |
| 1974년 | 다카다 시게루     | 요미우리 자이언츠        | 후쿠모토 유타카   | 한큐 브레이브스            |
| 1974년 | 야마모토 고지     | 히로시마 도요 카프       | 시마노 이쿠오     | 난카이 호크스              |
| 1974년 | 시바타 이사오     | 요미우리 자이언츠        | 히로타 스미오     | 롯데 오리온스              |
| 1975년 | 야마모토 고지     | 히로시마 도요 카프       | 히로타 스미오     | 롯데 오리온스              |
| 1975년 | 다카다 시게루     | 요미우리 자이언츠        | 후쿠모토 유타카   | 한큐 브레이브스            |
| 1975년 | 론 우즈           | 주니치 드래건스          | 시마노 이쿠오     | 난카이 호크스              |
| 1976년 | 야마모토 고지     | 히로시마 도요 카프       | 후쿠모토 유타카   | 한큐 브레이브스            |
| 1976년 | 시바타 이사오     | 요미우리 자이언츠        | 히로타 스미오     | 롯데 오리온스              |
| 1976년 | 이케베 이와오     | 한신 타이거스            | 버니 윌리엄스     | 한큐 브레이브스            |
| 1977년 | 야마모토 고지     | 히로시마 도요 카프       | 후쿠모토 유타카   | 한큐 브레이브스            |
| 1977년 | 시바타 이사오     | 요미우리 자이언츠        | 히로타 스미오     | 롯데 오리온스              |
| 1977년 | 와카마쓰 쓰토무   | 야쿠르트 스왈로스        | 오쿠마 다다요시   | 한큐 브레이브스            |
| 1978년 | 야마모토 고지     | 히로시마 도요 카프       | 후쿠모토 유타카   | 한큐 브레이브스            |
| 1978년 | 와카마쓰 쓰토무   | 야쿠르트 스왈로스        | 미노다 고지       | 한큐 브레이브스            |
| 1978년 | 짐 라이틀         | 히로시마 도요 카프       | 버니 윌리엄스     | 한큐 브레이브스            |
| 1979년 | 야마모토 고지     | 히로시마 도요 카프       | 후쿠모토 유타카   | 한큐 브레이브스            |
| 1979년 | 존 스콧           | 야쿠르트 스왈로스        | 미노다 고지       | 한큐 브레이브스            |
| 1979년 | 짐 라이틀         | 히로시마 도요 카프       | 히라노 미쓰야스   | 긴테쓰 버펄로스            |
| 1980년 | 야마모토 고지     | 히로시마 도요 카프       | 후쿠모토 유타카   | 한큐 브레이브스            |
| 1980년 | 짐 라이틀         | 히로시마 도요 카프       | 히라노 미쓰야스   | 긴테쓰 버펄로스            |
| 1980년 | 존 스콧           | 야쿠르트 스왈로스        | 미노다 고지       | 한큐 브레이브스            |
| 1981년 | 짐 라이틀         | 히로시마 도요 카프       | 시마다 마코토     | 닛폰햄 파이터스            |
| 1981년 | 야마모토 고지     | 히로시마 도요 카프       | 후쿠모토 유타카   | 한큐 브레이브스            |
| 1981년 | 마쓰모토 다다시   | 요미우리 자이언츠        | 미노다 고지       | 한큐 브레이브스            |
| 1982년 | 히라노 겐         | 주니치 드래건스          | 후쿠모토 유타카   | 한큐 브레이브스            |
| 1982년 | 마쓰모토 다다시   | 요미우리 자이언츠        | 미노다 고지       | 한큐 브레이브스            |
| 1982년 | 기타무라 데루후미 | 한신 타이거스            | 시마다 마코토     | 닛폰햄 파이터스            |
| 1983년 | 기타무라 데루후미 | 한신 타이거스            | 미노다 고지       | 한큐 브레이브스            |
| 1983년 | 나가시마 기요유키 | 히로시마 도요 카프       | 시마다 마코토     | 닛폰햄 파이터스            |
| 1983년 | 마쓰모토 다다시   | 요미우리 자이언츠        | 후쿠모토 유타카   | 한큐 브레이브스            |
| 1984년 | 야시키 가나메     | 요코하마 다이요 웨일스   | 미노다 고지       | 한큐 브레이브스            |
| 1984년 | 나가시마 기요유키 | 히로시마 도요 카프       | 시마다 마코토     | 닛폰햄 파이터스            |
| 1984년 | 야마사키 류조     | 히로시마 도요 카프       | 다카자와 히데아키 | 롯데 오리온스              |
| 1985년 | 야시키 가나메     | 요코하마 다이요 웨일스   | 시마다 마코토     | 닛폰햄 파이터스            |
| 1985년 | 야마사키 류조     | 히로시마 도요 카프       | 미노다 고지       | 한큐 브레이브스            |
| 1985년 | 히라노 겐         | 주니치 드래건스          | 가나모리 에이지   | 세이부 라이온스            |
| 1986년 | 히라노 겐         | 주니치 드래건스          | 야마모토 가즈노리 | 난카이 호크스              |
| 1986년 | 야시키 가나메     | 요코하마 다이요 웨일스   | 니시오카 요시히로 | 세이부 라이온스            |
| 1986년 | 나가시마 기요유키 | 히로시마 도요 카프       | 야마모리 마사후미 | 한큐 브레이브스            |
| 1987년 | 야시키 가나메     | 요코하마 다이요 웨일스   | 아키야마 고지     | 세이부 라이온스            |
| 1987년 | 야마사키 류조     | 히로시마 도요 카프       | 다카자와 히데아키 | 롯데 오리온스              |
| 1987년 | 나가시마 기요유키 | 히로시마 도요 카프       | 시마다 마코토     | 닛폰햄 파이터스            |
| 1987년 | 나가시마 기요유키 | 히로시마 도요 카프       | 아라이 히로마사   | 긴테쓰 버펄로스            |
| 1988년 | 야시키 가나메     | 요코하마 다이요 웨일스   | 아키야마 고지     | 세이부 라이온스            |
| 1988년 | 야마사키 류조     | 히로시마 도요 카프       | 히라노 겐         | 세이부 라이온스            |
| 1988년 | 히코노 도시카쓰   | 주니치 드래건스          | 다카자와 히데아키 | 롯데 오리온스              |
| 1989년 | 히코노 도시카쓰   | 주니치 드래건스          | 아키야마 고지     | 세이부 라이온스            |
| 1989년 | 야마자키 겐이치   | 요코하마 다이요 웨일스   | 히라노 겐         | 세이부 라이온스            |
| 1989년 | 구리야마 히데키   | 야쿠르트 스왈로스        | 모토니시 아쓰히로 | 오릭스 브레이브스          |
| 1990년 | 히코노 도시카쓰   | 주니치 드래건스          | 아키야마 고지     | 세이부 라이온스            |
| 1990년 | 야마자키 겐이치   | 요코하마 다이요 웨일스   | 히라노 겐         | 세이부 라이온스            |
| 1990년 | 야나다 고이치     | 야쿠르트 스왈로스        | 니시무라 노리후미 | 롯데 오리온스              |
| 1991년 | R. J. 레이놀즈    | 요코하마 다이요 웨일스   | 아키야마 고지     | 세이부 라이온스            |
| 1991년 | 마에다 도모노리   | 히로시마 도요 카프       | 히라노 겐         | 세이부 라이온스            |
| 1991년 | 이이다 데쓰야     | 야쿠르트 스왈로스        | 사사키 마코토     | 후쿠오카 다이에 호크스     |
| 1992년 | 이이다 데쓰야     | 야쿠르트 스왈로스        | 아키야마 고지     | 세이부 라이온스            |
| 1992년 | 마에다 도모노리   | 히로시마 도요 카프       | 히라노 겐         | 세이부 라이온스            |
| 1992년 | 가메야마 쓰토무   | 한신 타이거스            | 사사키 마코토     | 후쿠오카 다이에 호크스     |
| 1993년 | 마에다 도모노리   | 히로시마 도요 카프       | 아키야마 고지     | 세이부 라이온스            |
| 1993년 | 신조 쓰요시       | 한신 타이거스            | 사사키 마코토     | 후쿠오카 다이에 호크스     |
| 1993년 | 이이다 데쓰야     | 야쿠르트 스왈로스        | 히라노 겐         | 세이부 라이온스            |
| 1994년 | 마에다 도모노리   | 히로시마 도요 카프       | 아키야마 고지     | 후쿠오카 다이에 호크스     |
| 1994년 | 이이다 데쓰야     | 야쿠르트 스왈로스        | 사사키 마코토     | 세이부 라이온스            |
| 1994년 | 신조 쓰요시       | 한신 타이거스            | 이치로            | 오릭스 블루웨이브          |
| 1995년 | 이이다 데쓰야     | 야쿠르트 스왈로스        | 이치로            | 오릭스 블루웨이브          |
| 1995년 | 오가타 고이치     | 히로시마 도요 카프       | 아키야마 고지     | 후쿠오카 다이에 호크스     |
| 1995년 | 오토 시게키       | 히로시마 도요 카프       | 다구치 소         | 오릭스 블루웨이브          |
| 1996년 | 오가타 고이치     | 히로시마 도요 카프       | 이치로            | 오릭스 블루웨이브          |
| 1996년 | 이이다 데쓰야     | 야쿠르트 스왈로스        | 다구치 소         | 오릭스 블루웨이브          |
| 1996년 | 신조 쓰요시       | 한신 타이거스            | 아키야마 고지     | 후쿠오카 다이에 호크스     |
| 1997년 | 이이다 데쓰야     | 야쿠르트 스왈로스        | 이치로            | 오릭스 블루웨이브          |
| 1997년 | 오가타 고이치     | 히로시마 도요 카프       | 다구치 소         | 오릭스 블루웨이브          |
| 1997년 | 신조 쓰요시       | 한신 타이거스            | 이데 다쓰야       | 닛폰햄 파이터스            |
| 1998년 | 다카하시 요시노부 | 요미우리 자이언츠        | 이치로            | 오릭스 블루웨이브          |
| 1998년 | 오가타 고이치     | 히로시마 도요 카프       | 오무라 나오유키   | 긴테쓰 버펄로스            |
| 1998년 | 신조 쓰요시       | 한신 타이거스            | 오토모 스스무     | 세이부 라이온스            |
| 1999년 | 다카하시 요시노부 | 요미우리 자이언츠        | 이치로            | 오릭스 블루웨이브          |
| 1999년 | 오가타 고이치     | 히로시마 도요 카프       | 아키야마 고지     | 후쿠오카 다이에 호크스     |
| 1999년 | 신조 쓰요시       | 한신 타이거스            | 오토모 스스무     | 세이부 라이온스            |
| 2000년 | 신조 쓰요시       | 한신 타이거스            | 이치로            | 오릭스 블루웨이브          |
| 2000년 | 다카하시 요시노부 | 요미우리 자이언츠        | 다구치 소         | 오릭스 블루웨이브          |
| 2000년 | 마쓰이 히데키     | 요미우리 자이언츠        | 시바하라 히로시   | 후쿠오카 다이에 호크스     |
| 2001년 | 다카하시 요시노부 | 요미우리 자이언츠        | 다구치 소         | 오릭스 블루웨이브          |
| 2001년 | 마쓰이 히데키     | 요미우리 자이언츠        | 시바하라 히로시   | 후쿠오카 다이에 호크스     |
| 2001년 | 아카호시 노리히로 | 한신 타이거스            | 다니 요시토모     | 오릭스 블루웨이브          |
| 2002년 | 마쓰이 히데키     | 요미우리 자이언츠        | 오제키 다쓰야     | 세이부 라이온스            |
| 2002년 | 다카하시 요시노부 | 요미우리 자이언츠        | 다니 요시토모     | 오릭스 블루웨이브          |
| 2002년 | 후쿠도메 고스케   | 주니치 드래건스          | 이데 다쓰야       | 닛폰햄 파이터스            |
| 2003년 | 아카호시 노리히로 | 한신 타이거스            | 무라마쓰 아리히토 | 후쿠오카 다이에 호크스     |
| 2003년 | 후쿠도메 고스케   | 주니치 드래건스          | 다니 요시토모     | 오릭스 블루웨이브          |
| 2003년 | 다카하시 요시노부 | 요미우리 자이언츠        | 시바하라 히로시   | 후쿠오카 다이에 호크스     |
| 2003년 | 다카하시 요시노부 | 요미우리 자이언츠        | 오무라 나오유키   | 오사카 긴테쓰 버펄로스     |
| 2004년 | 알렉스 오초아     | 주니치 드래건스          | SHINJO            | 홋카이도 닛폰햄 파이터스   |
| 2004년 | 히데노리          | 주니치 드래건스          | 무라마쓰 아리히토 | 오릭스 블루웨이브          |
| 2004년 | 아카호시 노리히로 | 한신 타이거스            | 다니 요시토모     | 오릭스 블루웨이브          |
| 2005년 | 후쿠도메 고스케   | 주니치 드래건스          | SHINJO            | 홋카이도 닛폰햄 파이터스   |
| 2005년 | 아카호시 노리히로 | 한신 타이거스            | 사부로            | 지바 롯데 마린스           |
| 2005년 | 긴조 다쓰히코     | 요코하마 베이스타스      | 오무라 나오유키   | 후쿠오카 소프트뱅크 호크스 |
| 2006년 | 후쿠도메 고스케   | 주니치 드래건스          | 모리모토 히초리   | 홋카이도 닛폰햄 파이터스   |
| 2006년 | 아오키 노리치카   | 도쿄 야쿠르트 스왈로스   | SHINJO            | 홋카이도 닛폰햄 파이터스   |
| 2006년 | 아카호시 노리히로 | 한신 타이거스            | 이나바 아쓰노리   | 홋카이도 닛폰햄 파이터스   |
| 2007년 | 아오키 노리치카   | 도쿄 야쿠르트 스왈로스   | 모리모토 히초리   | 홋카이도 닛폰햄 파이터스   |
| 2007년 | 다카하시 요시노부 | 요미우리 자이언츠        | 이나바 아쓰노리   | 홋카이도 닛폰햄 파이터스   |
| 2007년 | 긴조 다쓰히코     | 요코하마 베이스타스      | 사부로            | 지바 롯데 마린스           |
| 2008년 | 아오키 노리치카   | 도쿄 야쿠르트 스왈로스   | 이나바 아쓰노리   | 홋카이도 닛폰햄 파이터스   |
| 2008년 | 아카호시 노리히로 | 한신 타이거스            | 모리모토 히초리   | 홋카이도 닛폰햄 파이터스   |
| 2008년 | 스즈키 다카히로   | 요미우리 자이언츠        | 사카구치 도모타카 | 오릭스 버펄로스            |
| 2009년 | 아오키 노리치카   | 도쿄 야쿠르트 스왈로스   | 이토이 요시오     | 홋카이도 닛폰햄 파이터스   |
| 2009년 | 마쓰모토 데쓰야   | 요미우리 자이언츠        | 사카구치 도모타카 | 오릭스 버펄로스            |
| 2009년 | 가메이 요시유키   | 요미우리 자이언츠        | 이나바 아쓰노리   | 홋카이도 닛폰햄 파이터스   |
| 2010년 | 아오키 노리치카   | 도쿄 야쿠르트 스왈로스   | 이토이 요시오     | 홋카이도 닛폰햄 파이터스   |
| 2010년 | 히로세 준         | 히로시마 도요 카프       | 사카구치 도모타카 | 오릭스 버펄로스            |
| 2010년 | 아카마쓰 마사토   | 히로시마 도요 카프       | 구리야마 다쿠미   | 사이타마 세이부 라이온스   |
| 2011년 | 아오키 노리치카   | 도쿄 야쿠르트 스왈로스   | 오카다 요시후미   | 지바 롯데 마린스           |
| 2011년 | 조노 히사요시     | 요미우리 자이언츠        | 이토이 요시오     | 홋카이도 닛폰햄 파이터스   |
| 2011년 | 오시마 요헤이     | 주니치 드래건스          | 사카구치 도모타카 | 오릭스 버펄로스            |
| 2012년 | 오시마 요헤이     | 주니치 드래건스          | 요 다이칸         | 홋카이도 닛폰햄 파이터스   |
| 2012년 | 조노 히사요시     | 요미우리 자이언츠        | 이토이 요시오     | 홋카이도 닛폰햄 파이터스   |
| 2012년 | 아라나미 쇼       | 요코하마 DeNA 베이스타스 | 오카다 요시후미   | 지바 롯데 마린스           |
| 2013년 | 조노 히사요시     | 요미우리 자이언츠        | 요 다이칸         | 홋카이도 닛폰햄 파이터스   |
| 2013년 | 마루 요시히로     | 히로시마 도요 카프       | 이토이 요시오     | 오릭스 버펄로스            |
| 2013년 | 아라나미 쇼       | 요코하마 DeNA 베이스타스 | 아키야마 쇼고     | 사이타마 세이부 라이온스   |
| 2014년 | 마루 요시히로     | 히로시마 도요 카프       | 요 다이칸         | 홋카이도 닛폰햄 파이터스   |
| 2014년 | 오시마 요헤이     | 주니치 드래건스          | 이토이 요시오     | 오릭스 버펄로스            |
| 2014년 | 야마토            | 한신 타이거스            | 야나기타 유키     | 후쿠오카 소프트뱅크 호크스 |
| 2015년 | 후쿠도메 고스케   | 한신 타이거스            | 야나기타 유키     | 후쿠오카 소프트뱅크 호크스 |
| 2015년 | 마루 요시히로     | 히로시마 도요 카프       | 아키야마 쇼고     | 사이타마 세이부 라이온스   |
| 2015년 | 오시마 요헤이     | 주니치 드래건스          | 기요타 이쿠히로   | 지바 롯데 마린스           |
| 2016년 | 마루 요시히로     | 히로시마 도요 카프       | 아키야마 쇼고     | 사이타마 세이부 라이온스   |
| 2016년 | 오시마 요헤이     | 주니치 드래건스          | 요 다이칸         | 홋카이도 닛폰햄 파이터스   |
| 2016년 | 스즈키 세이야     | 히로시마 도요 카프       | 이토이 요시오     | 오릭스 버펄로스            |
| 2017년 | 마루 요시히로     | 히로시마 도요 카프       | 아키야마 쇼고     | 사이타마 세이부 라이온스   |
| 2017년 | 스즈키 세이야     | 히로시마 도요 카프       | 야나기타 유키     | 후쿠오카 소프트뱅크 호크스 |
| 2017년 | 구와하라 마사유키 | 요코하마 DeNA 베이스타스 | 니시카와 하루키   | 홋카이도 닛폰햄 파이터스   |
| 2018년 | 마루 요시히로     | 히로시마 도요 카프       | 아키야마 쇼고     | 사이타마 세이부 라이온스   |
| 2018년 | 오시마 요헤이     | 주니치 드래건스          | 야나기타 유키     | 후쿠오카 소프트뱅크 호크스 |
| 2018년 | 히라타 료스케     | 주니치 드래건스          | 니시카와 하루키   | 홋카이도 닛폰햄 파이터스   |
| 2019년 | 마루 요시히로     | 요미우리 자이언츠        | 아키야마 쇼고     | 사이타마 세이부 라이온스   |
| 2019년 | 스즈키 세이야     | 히로시마 도요 카프       | 오기노 다카시     | 지바 롯데 마린스           |
| 2019년 | 오시마 요헤이     | 주니치 드래건스          | 니시카와 하루키   | 홋카이도 닛폰햄 파이터스   |
| 2020년 | 스즈키 세이야     | 히로시마 도요 카프       | 야나기타 유키     | 후쿠오카 소프트뱅크 호크스 |
| 2020년 | 오시마 요헤이     | 주니치 드래건스          | 오타 다이시       | 홋카이도 닛폰햄 파이터스   |
| 2020년 | 아오키 노리치카   | 도쿄 야쿠르트 스왈로스   | 니시카와 하루키   | 홋카이도 닛폰햄 파이터스   |
| 2021년 | 스즈키 세이야     | 히로시마 도요 카프       | 오기노 다카시     | 지바 롯데 마린스           |
| 2021년 | 지카모토 고지     | 한신 타이거스            | 다쓰미 료스케     | 도호쿠 라쿠텐 골든이글스   |
| 2021년 | 오시마 요헤이     | 주니치 드래건스          | 야나기타 유키     | 후쿠오카 소프트뱅크 호크스 |
| 2022년 | 시오미 야스타카   | 도쿄 야쿠르트 스왈로스   | 다카베 아키토     | 지바 롯데 마린스           |
| 2022년 | 오카바야시 유키   | 주니치 드래건스          | 다쓰미 료스케     | 도호쿠 라쿠텐 골든이글스   |
| 2022년 | 지카모토 고지     | 한신 타이거스            | 후쿠다 슈헤이     | 오릭스 버펄로스            |
| 2023년 | 지카모토 고지     | 한신 타이거스            | 다쓰미 료스케     | 도호쿠 라쿠텐 골든이글스   |
| 2023년 | 오카바야시 유키   | 주니치 드래건스          | 만나미 추세이     | 홋카이도 닛폰햄 파이터스   |
| 2023년 | 구와하라 마사유키 | 요코하마 DeNA 베이스타스 | 곤도 겐스케       | 후쿠오카 소프트뱅크 호크스 |
| 2024년 | 아키야마 쇼고     | 히로시마 도요 카프       | 다쓰미 료스케     | 도호쿠 라쿠텐 골든이글스   |
| 2024년 | 오카바야시 유키   | 주니치 드래건스          | 슈토 우쿄         | 후쿠오카 소프트뱅크 호크스 |
| 2024년 | 지카모토 고지     | 한신 타이거스            | 만나미 추세이     | 홋카이도 닛폰햄 파이터스   |

## 골든 글러브상에 관한 주요 기록

### 여러 차례 수상자(야수)
- 굵은 글씨: 현역 선수

| 선수                | 횟 수 | 연도                                                                   |
| ------------------- | ----- | ---------------------------------------------------------------------- |
| 후쿠모토 유타카     | 12    | 1972, 1973, 1974, 1975, 1976, 1977, 1978, 1979, 1980, 1981, 1982, 1983 |
| 이토 쓰토무         | 11    | 1985, 1986, 1987, 1988, 1990, 1991, 1992, 1994, 1995, 1997, 1998       |
| 아키야마 고지       | 11    | 1987, 1988, 1989, 1990, 1991, 1992, 1993, 1994, 1995, 1996, 1999       |
| 야마모토 고지       | 10    | 1972, 1973, 1974, 1975, 1976, 1977, 1978, 1979, 1980, 1981             |
| 이시게 히로미치     | 10    | 1981, 1982, 1983, 1985, 1986, 1987, 1988, 1991, 1992, 1993             |
| 고마다 노리히로     | 10    | 1989, 1990, 1991, 1993, 1994, 1995, 1996, 1997, 1998, 1999             |
| 후루타 아쓰야       | 10    | 1990, 1991, 1992, 1993, 1995, 1997, 1999, 2000, 2001, 2004             |
| 신조 쓰요시(SHINJO) | 10    | 1993, 1994, 1996, 1997, 1998, 1999, 2000, 2004, 2005, 2006             |
| 미야모토 신야       | 10    | 1997, 1999, 2000, 2001, 2002, 2003, 2009, 2010, 2011, 2012             |
| 기쿠치 료스케       | 10    | 2013, 2014, 2015, 2016, 2017, 2018, 2019, 2020, 2021, 2022             |
| 오 사다하루         | 9     | 1972, 1973, 1974, 1975, 1976, 1977, 1978, 1979, 1980                   |
| 히라노 겐           | 9     | 1982, 1985, 1986, 1988, 1989, 1990, 1991, 1992, 1993                   |
| 오시마 요헤이       | 9     | 2011, 2012, 2014, 2015, 2016, 2018, 2019, 2020, 2021                   |
| 야마시타 다이스케   | 8     | 1976, 1977, 1978, 1979, 1980, 1981, 1982, 1983                         |
| 미노다 고지         | 8     | 1978, 1979, 1980, 1981, 1982, 1983, 1984, 1985                         |
| 쓰지 하쓰히코       | 8     | 1986, 1988, 1989, 1990, 1991, 1992, 1993, 1994                         |
| 조지마 겐지         | 8     | 1999, 2000, 2001, 2002, 2003, 2004, 2005, 2010                         |
| 마쓰다 노부히로     | 8     | 2011, 2013, 2014, 2015, 2016, 2017, 2018, 2019                         |

### 여러 차례 수상자(투수)
- 굵은 글씨: 현역 선수

| 선수              | 횟 수 | 연도                                           |
| ----------------- | ----- | ---------------------------------------------- |
| 니시모토 다카시   | 8     | 1979, 1980, 1981, 1982, 1983, 1984, 1985, 1989 |
| 구와타 마스미     | 8     | 1987, 1988, 1991, 1993, 1994, 1997, 1998, 2002 |
| 호리우치 쓰네오   | 7     | 1972, 1973, 1974, 1975, 1976, 1977, 1978       |
| 마쓰자카 다이스케 | 7     | 1999, 2000, 2001, 2003, 2004, 2005, 2006       |
| 야마다 히사시     | 5     | 1977, 1978, 1979, 1981, 1982                   |
| 히가시오 오사무   | 5     | 1983, 1984, 1985, 1986, 1987                   |
| 마에다 겐타       | 5     | 2010, 2012, 2013, 2014, 2015                   |
| 스가노 도모유키   | 5     | 2016, 2017, 2018, 2020, 2024                   |
| 아다치 미쓰히로   | 4     | 1972, 1973, 1974, 1976                         |
| 사이토 마사키     | 4     | 1990, 1992, 1995, 1996                         |
| 와쿠이 히데아키   | 4     | 2009, 2010, 2015, 2016                         |
| 구도 기미야스     | 3     | 1994, 1995, 2000                               |
| 니시구치 후미야   | 3     | 1997, 1998, 2002                               |
| 가와카미 겐신     | 3     | 2004, 2006, 2007                               |
| 다나카 마사히로   | 3     | 2011, 2012, 2013                               |
| 야마모토 요시노부 | 3     | 2021, 2022, 2023                               |

### 주요 기록
- 개인 최다 수상 횟수

12회: 후쿠모토 유타카(1972년~1983년, 퍼시픽 리그 외야수 부문)
- 개인 최다 연속 수상 횟수

12회: 후쿠모토 유타카(1972년~1983년, 퍼시픽 리그 외야수 부문)
- 개인 최다 수상 포지션 횟수

3개 부문: 다쓰나미 가즈요시(2루수 부문: 3회, 3루수 부문: 1회, 유격수 부문: 1회)
- 최고령 수상자

미야모토 신야(41세 11개월, 2012년, 3루수 부문)
- 프로 데뷔 이래 가장 늦은 첫 수상

우치카와 세이이치(19년째, 2019년, 1루수 부문)
- 최장 기간의 수상 공백

고쿠보 히로키(15년 만에 수상자로 선정됨, 1995년에는 2루수 부문, 2010년에는 1루수 부문)
- 입단 1년차부터의 최다 연속 수상 횟수

6회: 다카하시 요시노부(1998년~2003년, 센트럴 리그 외야수 부문)
| 성명              | 구단     | 수비 위치 | 리그   | 연도   | 개막 당시 연령 |
| ----------------- | -------- | --------- | ------ | ------ | -------------- |
| 구와타 마스미     | 요미우리 | 투수      | 센트럴 | 1987년 | 19세           |
| 다쓰나미 가즈요시 | 주니치   | 유격수    | 센트럴 | 1988년 | 18세           |
| 마에다 도모노리   | 히로시마 | 외야수    | 센트럴 | 1991년 | 19세           |
| 마쓰자카 다이스케 | 세이부   | 투수      | 퍼시픽 | 1999년 | 18세           |
| 마쓰자카 다이스케 | 세이부   | 투수      | 퍼시픽 | 2000년 | 19세           |

| 성명              | 내야수로서의 수상 | 내야수로서의 수상 | 외야수로서의 수상 연도 |
| 성명              | 연도              | 수비 위치         | 외야수로서의 수상 연도 |
| ----------------- | ----------------- | ----------------- | ---------------------- |
| 다카다 시게루     | 1976년 ~ 1977년   | 3루수             | 1972년~1975년          |
| 니시무라 노리후미 | 1985년            | 2루수             | 1990년                 |
| 이나바 아쓰노리   | 2012년            | 1루수             | 2006년~2009년          |

중간 계투·마무리 투수의 수상 선수
- 아사오 다쿠야(센트럴 리그, 2011년)

수상자 없음
- 센트럴 리그 1루수 부문(2010년)

팀 최다 수상 포지션 횟수
- 센트럴 리그: 6개 포지션 - 주니치 드래건스(2004년)
- 퍼시픽 리그: 8개 포지션 - 한큐 브레이브스(1978년), 세이부 라이온스(1992년)

수상자가 나오지 않았던 정규 시즌 최고 승률 구단과 일본 시리즈 출전 구단
- 센트럴 리그: 주니치 드래건스(1999년, 2010년) ※모두 일본 시리즈에 진출했음
- 퍼시픽 리그: 롯데 오리온스(1981년 전기 리그에서 우승했지만 후기 리그에서는 우승을 놓쳤고, 플레이오프에서도 패하여 일본 시리즈에 진출하지 못했음)

내야 독점
- 센트럴 리그: 요코하마 베이스타스(1998년)
- 퍼시픽 리그: 세이부 라이온스(1992년), 지바 롯데 마린스(2005년)

외야 독점
- 센트럴 리그: (없음)
- 퍼시픽 리그: 한큐 브레이브스(1978년), 홋카이도 닛폰햄 파이터스(2006년)

### 그 밖에 특기할 만한 수상 사례
동일 팀 소속의 여러 선수가 특정 부문을 장기간 독점적으로 수상한 사례
- 센트럴 리그 투수 부문: 2003년까지 32년 동안 전체 33명의 수상자 가운데 그 중 30명(90.9%)이 수상 시점에서는 요미우리에 소속, 혹은 예전에 소속돼 있던 선수이다. 이전에 요미우리에서 소속된 경험이 없는 투수가 수상한 것은 1986년의 기타벳푸 마나부(히로시마), 1993년의 이마나카 신지(요미우리 소속이던 구와타 마스미와의 동시 수상), 2001년의 노구치 시게키(모두 주니치) 뿐이며 더욱이 노구치는 2005년 시즌 종료 후 요미우리에 이적했다. 2004년 이후 요미우리에 소속, 혹은 예전에 소속해 있던 선수의 수상은 디키 곤잘레스, 스가노 도모유키뿐이다.
- 센트럴 리그 1루수 부문: 1999년까지 28년 동안 26명(92.9%)이 수상 시점에서 요미우리에 소속, 혹은 예전에 소속돼 있던 선수이다. 내역은 오 사다하루(9회), 나카하타 기요시(7회), 고마다 노리히로(10회) 등 3명이서 독점적으로 수상했다. 2000년 이후 요미우리에 소속, 혹은 예전에 소속해 있던 선수의 수상은 호세 셀레스티노 로페스와 나카타 쇼뿐이다.

| 수상자              | 구단     | 리그   | 연도   | 수비 위치 | 총 투표수 | 유효 투표수 | 득표수 | ‘수상자 없음’의 투표수 |
| ------------------- | -------- | ------ | ------ | --------- | --------- | ----------- | ------ | ---------------------- |
| 와타나베 히로유키   | 주니치   | 센트럴 | 2004년 | 1루수     | 171표     | 171표       | 42표   | 50표                   |
| 하타케야마 가즈히로 | 야쿠르트 | 센트럴 | 2012년 | 1루수     | 245표     | 245표       | 64표   | 102표                  |
| 알렉스 카브레라     | 오릭스   | 퍼시픽 | 2008년 | 1루수     | 143표     | 143표       | 40표   | 53표                   |

팀 성적의 약진에 의해 다수 선수가 수상한 사례
- 센트럴 리그

1. 1992년에 최하위로부터 2위로 약진한 한신은 작년에 단 한 명의 수상자가 없었지만 이듬해 4명으로 늘어났고, 이 중 짐 파치오렉, 토머스 오말리, 가메야마 쓰토무는 통산에서도 그 해에만 수상, 다음해 1993년에는 2명의 수상자가 나왔다.
2. 1998년에 정규 시즌 최고 승률 기록한 요코하마(2012년부터 DeNA)는 작년에 2명이었지만 같은 해 5명으로 늘어났는데 투수를 제외한 내야의 모든 포지션을 독점했다. 이듬해 1999년에는 2명의 수상자가 나왔고 2000년 이후에는 긴조 다쓰히코(2005년, 2007년), 아라나미 쇼(2012년, 2013년), 호세 셀레스티노 로페스(2016년~2019년), 구와하라 마사유키(2017년, 2023년) 등 4명에 의한 9차례이다.
3. 2003년에 정규 시즌 최고 승률을 기록한 한신은 작년에 단 한 명의 수상자가 없었지만 같은 해 4명으로 늘어났다. 이듬해 2004년에는 1명의 수상자가 나왔다.
4. 2015년에 정규 시즌 최고 승률을 기록한 야쿠르트는 작년에 단 한 명의 수상자가 없었지만 같은 해 3명으로 늘어났다.
5. 2023년에 정규 시즌 최고 승률을 기록한 한신은 작년에 1명이었지만 같은 해 5명으로 늘어났다. 특히 나카노 다쿠무는 연속 수상하고 있던 기쿠치 료스케를 3표 차로 누르고 첫 수상했다.

- 퍼시픽 리그

1. 2005년에는 10년 만에 정규 시즌 승률 3위 이내(2위)를 기록한 지바 롯데는 작년에 단 한 명의 수상자가 없었지만 같은 해 5명으로 늘어났다. 이듬해 2006년에는 2명의 수상자가 나왔다.
2. 2006년에는 25년 만에 정규 시즌 최고 승률을 기록한 닛폰햄은 작년에 1명의 수상자가 나왔지만 같은 해 5명으로 늘어났다. 특히 외야의 3개 포지션을 모두 독점했다.

## 미쓰이 골든 글러브 레전드
2021년에 골든 글러브상이 제정된 지 50주년을 맞이한 것을 기념하여 역대 최강의 수비진을 결정하는 ‘미쓰이 골든 글러브 레전드’(三井ゴールデン・グラブ レジェンズ) 캠페인이 실시됐다. 3회 이상을 수상한 역대 선수들을 대상으로 12월 7일부터 20일까지 실시된 팬 투표로 결정했다. 수상자는 2022년 1월 27일에 발표됐다.

### 수상 선수
| 포지션 | 선수              | 구단           | 득표수   | 수상 횟수 |
| ------ | ----------------- | -------------- | -------- | --------- |
| 투수   | 구와타 마스미     | 요미우리       | 6,899표  | 8회       |
| 포수   | 후루타 아쓰야     | 야쿠르트       | 12,221표 | 10회      |
| 1루수  | 오 사다하루       | 요미우리       | 6,341표  | 9회       |
| 2루수  | 기쿠치 료스케     | 히로시마       | 9,913표  | 9회       |
| 3루수  | 나카무라 노리히로 | 긴테쓰, 주니치 | 5,808표  | 7회       |
| 유격수 | 이바타 히로카즈   | 주니치         | 4,636표  | 7회       |
| 외야수 | 이치로            | 오릭스         | 16,398표 | 7회       |
| 외야수 | 신조 쓰요시       | 한신, 닛폰햄   | 11,478표 | 10회      |
| 외야수 | 아키야마 고지     | 세이부, 다이에 | 7,110표  | 11회      |

- 구단은 골든 글러브상 수상 당시의 소속된 구단
- 수상 횟수는 골든 글러브 레전드 수상 당시
- 유효 득표수는 25,950표

## 수상자 선정에 대한 논란과 비판

### 수비 평가의 어려움
선수에 대한 수비력 평가를 위한 요소는 수비 범위의 넓이, 어깨의 강함, 포구의 정확성, 타구의 예측 능력 등 다양한데 통계 지표 등의 수치만으로 평가하기 어려운 것이다. 예를 들면 일본에서 일반적으로 사용되고 있는 통계 지표에 수비율이 있지만 계산에 사용되는 수비 기회의 수는 선수 개인의 수비 범위의 넓이나 팀의 수비력에 의해 상대적으로 변하고 실책의 횟수는 기록원의 판단에 의한다. 또한 산출에 있어서 상대 타자의 타구 상태는 고려되지 않는다. 그리고 진루 방지 효과, 상황에 따른 플레이의 판단력, 포수의 두뇌 플레이, 중간 계투 플레이 등을 평가하는 것이 어렵다. 모든 타구 처리를 비디오로 해석하고 있는 미국 야구계에서 고안된 새로운 수비지표(수비 방어점, 플러스 마이너스 시스템, UZR 등)가 계속 정착하곤 있지만 어느 지표도 복잡한 계산을 필요로 한다.
따라서 골든 글러브상은 수비에 가장 뛰어난 선수가 수상하지 못한 것이 아니냐는 지적이 종종 제기되면서 논의 또는 비판의 대상이 되고 있다. 선정에 있어서 수치화된 수비 지표보다는 투표하는 기자의 주관이나 선입견이 중시돼 팀 성적, 타격 성적, 지명도, 인기, 과거의 인상 등 순수한 수비력 이외의 요소가 반영되고 있진 않을까라는 우려를 갖고 있다.

### 선정 결과에 의문이 제기된 사례
- 1972년 센트럴 리그 3루수 부문
  - 지명도와 인기 면에서 압도적으로 앞선 나가시마 시게오(요미우리)가 수상했지만 관계자들 사이에서는 메이저 리그에서 골드글러브를 수상한 경험(1969년)이 있는 클리트 보이어(다이요)의 수비력이 더 높게 평가됐다.[7]
  - 1973년에는 나가시마와 보이어가 공동으로 수상했고 이듬해 1974년에는 보이어가 단독으로 수상했다.

- 1979년 센트럴 리그 포수 부문
  - 와카나 요시하루(한신)가 포일에서 센트럴 리그 연간 최다 타이 기록(17개)을 세웠음에도 불구하고 골든 글러브상을 수상한 것을 놓고 비판이 일었다.[8]

- 1981년 ~ 1983년 센트럴 리그 외야수 부문
  - 마쓰모토 다다시(요미우리)가 3년 연속 수상했지만 마쓰모토는 어깨가 약한 것으로 유명하다는 비판이 있다.[8]

- 1984년 센트럴 리그 유격수 부문
  - 1985년 우승 당시 주전 유격수였던 히라타 가쓰오(한신)가 첫 수상(이후 1987년까지 4년 연속 수상)을 했다. 그러나 유격수로서의 수비율 일본 기록(0.991)을 수립한 미즈타니 신타로(야쿠르트)가 선정되지 못한 것에 대한 비판이 있다.[8]

- 1987년 센트럴 리그 2루수 부문
  - 쇼다 고조(히로시마)가 첫 수상(이후 1991년까지 5년 연속 수상)했는데 2루수 수비율 일본 신기록(0.9971 : 현재도 일본 최고 기록)을 수립한 다카기 유타카(다이요)는 선정되지 못했다.
  - 이 해에는 같은 2루수인 쇼다와 시노즈카 도시오(요미우리)가 동률(0.333)로 수위 타자가 됐는데 당시 리그 우승 팀이던 요미우리의 시노즈카가 베스트 나인에 선정됐다. 한편 수위 타자에 올랐음에도 불구하고 베스트 나인에 선정되지 못한 것에 대한 동정표도 몰리면서 쇼다가 처음으로 골든 글러브상을 수상했다. 골든 글러브상을 받지 못한 다카기 유타카는 “올해는 수비율에서 일본 신기록을 세웠으니 골든 글러브상은 틀림없이 자신의 것이라고 확신하고 있었는데 이런 대기록조차 야구 기자들은 모르고 있었다”라는 취지의 발언으로 투표에 참여했던 프로 야구 기자들을 비판하면서 노골적인 불쾌감을 드러냈다. 다카기의 이 같은 발언이 스포츠 신문에 보도되면서 야구팬들의 주목이 쏠리자 골든 글러브상의 선정 기준을 의문시하는 관련 기사 등도 나왔기 때문에 골든 글러브상의 발표(같은 해 11월 16일)로부터 2주일 이상이 지난 12월에 들어서 센트럴 리그는 다카기를 특별 수상하기로 결정했다.[9] 이러한 일련의 소동은 골든 글러브상 수상자가 발표된 다음날부터 다카기가 특별 수상을 받은 이후까지 한동안 스포츠 기사에서 간헐적으로 보도되면서 팬들이 인지하게 됐고 골든 글러브상의 선정에 대해 야구 팬들이 의문을 갖기 시작한 대표적인 계기 중의 하나였다.[10]
  - 다카기가 수비율 일본 기록을 달성하면서도 선정되지 못했다는 선정 결과에 대해 스포츠 라이터로부터의 비판도 있다.[8]

- 2005년 퍼시픽 리그 외야수 부문
  - 부상의 영향으로 106경기 출전에 그친 신조 쓰요시(닛폰햄)가 외야수 부문에 선출됐는데 신조는 “올해의 나의 골든 글러브상 수상 자체가 이상하다. 1년 동안 이 골든 글러브상을 마음 속에 목표로 담았던 선수에게 미안하다. 내년부터는 선수 개인의 인상이 아닌 숫자로 선택했으면 좋겠다. 그렇지 않으면 이 훌륭한 상의 가치가 없어지게 된다”라고 말했다.[11]

- 2006년 퍼시픽 리그 투수 부문
  - 다이에·소프트뱅크 호크스에서 에이스로 활약했던 사이토 가즈미는 원래 수비를 좋아하고 수비를 고집하고 있었는데 “당시 세이부 라이온스의 마쓰자카 다이스케는 수년 간 연속으로 골든 글러브상을 받았다. 그런 선수가 있을 때 잡지 않으면 의미가 없다. 그 당시 다이스케가 메이저 리그에 진출하는 것은 어느 정도 알고 있었다. 그 해까지 잡아야겠다는 생각을 했고 다이스케가 있을 때 잡지 않으면 안된다고 생각했다”라고 발언하여 2006년에 골든 글러브상 수상을 노렸다. 이 시즌에 선언대로 투수 부문 5관왕과 사와무라상을 차지한 사이토였지만 골든 글러브상에는 마쓰자카가 수상했다. 사이토는 “이번 해에도 다이스케였기 때문에 이 해에 골든 글러브 노리는 것을 포기했다”라고 말했다. 결국 사이토는 현역 시절에 골든 글러브상을 차지하지 못했다.[12][13]

### 선정 결과에 따라 감독이나 선수로부터 제기된 사례
- 2022년 센트럴 리그 요코하마 DeNA 베이스타스
  - 이 해에 DeNA는 실책수 64개로 리그에서 가장 적었음에도 불구하고 수상자는 단 한 명도 없었다. 이에 대해 미우라 다이스케 감독은 “내년 시즌에는 반드시 선출될 수 있도록 수비 코치에게 말해 두겠다”라고 쓴웃음을 지으며 서운함을 드러냈다.[14] 네프탈리 소토는 UZR이 양대 리그에서 1위를 기록했음에도 불구하고 2루수의 이미지나 외야에서의 수비가 거칠어지는 모습을 드러내면서 표가 모이지 않았고 골든 글러브상을 놓친 것에 대한 심경을 자신의 인스타그램에서 토로했다. 더욱이 소토는 UZR 7.3, 수상한 나카타 쇼는 UZR 1.1이었다.[15]

### 출전
1. ↑  三井ゴールデン・グラブ賞とは - 미쓰이 홍보 위원회 홈페이지
2. ↑  https://www.youtube.com/watch?v=BOobOpMMP_w
3. ↑  なぜ京田や金子が選外？ゴールデン・グラブ賞の無記名投票は見直すべきでは？ - Slugger, 2019년 11월 6일
4. ↑  ゴールデン・グラブ賞の歴代記録あれこれ　最多受賞は“世界の盗塁王”！ - BASEBALL KING, 2014년 12월 3일
5. ↑  “ファンの投票で最強の守備陣が決まる！ 「三井ゴールデン・グラブ レジェンズ」”. 《슈칸 베이스볼 online》. 2021년 12월 14일. 2022년 1월 27일에 확인함.
6. 1 2  “歴代最強の“守備の達人”が決定　『三井ゴールデン・グラブ レジェンズ』の投票結果発表”. 《베이스볼 킹》. 2022년 1월 27일. 2022년 1월 27일에 확인함.
7. ↑  《일본 프로 야구 역대 명선수 명감》(고분샤, 1976년, p.399) 보이어의 항목 중에서
8. 1 2 3 4  다마키 마사유키 《프로 야구 대사전》, 신초샤〈신초 출판사 문고〉(1990년, p.334), 다이아몬드 글러브상의 항목 중에서
9. ↑  도쿄 요미우리 신문, 1987년 12월 4일자 조간, p.17
10. ↑  (일본어) 다카기 유타카⑤ 최고 수비율을 달성하면서도 골든 글러브상에 선정되지 못했다 - 전설의 플레이어 중에서
11. ↑  신조의 수상에 ‘왜 나를 선택했는가’ - 골든 글러브상 - 홋카이도 닛칸 스포츠, 2005년 11월 9일
12. ↑  https://www.sponichi.co.jp/baseball/news/2020/05/01/kiji/20200501s00001173387000c.htm
13. ↑  https://www.youtube.com/watch?v=BOobOpMMP_w
14. ↑  “DeNA、『ゴールデングラブ賞』3年連続選出なし セ最少失策も…三浦監督「素晴らしいプレーあったのは間違いない」”. 산케이 스포츠. 2022년 11월 15일. 2023년 11월 10일에 확인함.
15. ↑  “ゴールデングラブ賞、「守備の名手」は本当に名手か”. 니혼케이자이 신문. 2022년 11월 20일. 2023년 11월 10일에 확인함.

### 참고 문헌
- 《The Official Baseball Encyclopedia'94》(사단법인 일본 야구 기구, 1994년)
- 《베이스볼 레코드북》(베이스볼 매거진사, 1997년 ~ 2008년)
- 사카모토 구니오 《프로 야구 데이터 사전》(PHP 연구소, 2001년)

## 같이 보기
- 수비율
- 러울링 골드글러브
- KBO 골든글러브
- 일본 프로 야구 베스트 나인